# Mihail Gribușencov
Mihail Gribușencov (russisch Михаил Николаевич Грибушенков; * 30. Januar 1980 in Leningrad, Russische SFSR, Sowjetunion) ist ein russischstämmiger moldauischer Biathlet.
Mihail Gribușencov begann 1996 mit dem Biathlonsport. Er startet für den Zentralen Sportklub der Armee und wird von Petru Bria trainiert. Seit 2001 ist er Mitglied des moldauischen Nationalteams. Er nahm an den Olympischen Spielen 2002 in Salt Lake City (83. im Sprint, 84. im Einzel) und den Olympischen Spielen 2006 in Turin (81. im Sprint) teil. Bei den Biathlon-Weltmeisterschaften 2003 in Chanty-Mansijsk erreichte er den 74. Platz im Sprint und den 87. Platz im Einzel, und bei den Biathlon-Weltmeisterschaften 2005 in Hochfilzen wurde er 91. im Einzel und 104. im Sprint. Der 74. Platz aus Chanty-Mansijsk stellt gemeinsam mit einem 74. Platz in Östersund (ebenfalls Saison 2002/03) seine beste Platzierung in einem Weltcup-Rennen dar.

## Bilanz im Biathlon-Weltcup
Die Tabelle zeigt alle Platzierungen (je nach Austragungsjahr einschließlich Olympische Spiele und Weltmeisterschaften).
- 1.–3. Platz: Anzahl der Podiumsplatzierungen
- Top 10: Anzahl der Platzierungen unter den ersten zehn (einschließlich Podium)
- Punkteränge: Anzahl der Platzierungen innerhalb der Punkteränge (einschließlich Podium und Top 10)
- Starts: Anzahl gelaufener Rennen in der jeweiligen Disziplin

| Platzierung                      | Einzel | Sprint | Verfolgung | Massenstart | Staffel | Gesamt |
| -------------------------------- | ------ | ------ | ---------- | ----------- | ------- | ------ |
| 1. Platz                         |        |        |            |             |         |        |
| 2. Platz                         |        |        |            |             |         |        |
| 3. Platz                         |        |        |            |             |         |        |
| Top 10                           |        |        |            |             |         |        |
| Punkteränge                      |        |        |            |             |         |        |
| Starts                           | 10     | 25     |            |             |         | 35     |
| Stand: nach der Saison 2008/2009 |        |        |            |             |         |        |